# Thierry Frémaux
Thierry Frémaux (francès: [tjɛ.ʁi fʁe.mo]; nascut el 29 de maig de 1960) és el director actual de l'Institut Lumière, del Festival de Cinema Lumière i del prestigiós Festival de Canes.

## Educació i carrera
Iniciat al cinema pel seu pare, cofundador de la primera emissora de ràdio associada gratuïta, Radio Canut, imparteix classes de judo en què és cinturó negre (4t dan 2015), i estudi`< història social, obtenint el seu màster amb una tesi dedicada a l'inici de 'Positif Frémaux té un diploma d'estudis d'aplicacions (equivalent a un Mestratge en Estudis Avançats) en història del cinema de la Universitat de Lumière a Lió.
Voluntari a l'Institut des de la seva creació, es va convertir en empleat a proposta de Bernard Chardère el 19834. El 1995 va ser nomenat director artístic al costat del president Bertrand Tavernier amb qui va organitzar el centenari del cinema i la creació d'una col·lecció. llibres a Actes Sud, així com la restauració de pel·lícules dels germans Lumière.
En 2017, Frémaux va reunir una col·lecció de les primeres pel·lícules dels Germans Lumière en un llargmetratge complet Lumière! L'aventure commence. També va fer la versió francesa de la pel·lícula.

## Festival de Canes
Després de declinar la direcció de la Cinemateca francesa en 1999, va ser nominat per Gilles Jacob, president electe, com a delegat artístic del Festival de Cinema de Cannes, després de la sortida precipitada d'Olivier Barrot. Thierry Frémaux, no obstant això, negocia no haver de deixar el cap de l'Institut Lumière.